# Fred Diute
Fred Homer Diute (Binghamton, 9 gennaio 1929 – Vero Beach, 19 luglio 2004) è stato un cestista statunitense, professionista nella NBA.

## Carriera
Dopo la carriera universitaria alla St. Bonaventure University, venne selezionato dai Rochester Royals con l'ottava chiamata del terzo giro del Draft NBA 1951 (27ª scelta assoluta).
Ebbe l'occasione di giocare nella NBA solo nel 1954-55, quando disputò 7 partite con i Milwaukee Hawks, segnando 1,6 punti in 10,6 minuti di media.